# Flughafen Saint-Louis

i7
i11
i13
Der Flughafen Saint-Louis (französisch Aéroport de Saint Louis, IATA-Code: XLS, ICAO-Code: GOSS) ist ein internationaler Flughafen bei Saint-Louis (Senegal). Der Flughafen wurde das erste Mal am 27. Mai 1927 durch den französischen Piloten Jean Mermoz angeflogen.